# Comuna Jdanivka, Hmilnîk
Jdanivka (în ucraineană Жданівка) este o comună în raionul Hmilnîk, regiunea Vinnița, Ucraina, formată din satele Dibrivka și Jdanivka (reședința).

## Demografie
Componența lingvistică a satului Jdanivka
     Ucraineană (98,76%)
     Rusă (1,02%)
     Alte limbi (0,18%)
Conform recensământului din 2001, majoritatea populației satului Jdanivka era vorbitoare de ucraineană (98,76%), existând în minoritate și vorbitori de rusă (1,02%).